# Лоренц (Верле)
Вижте пояснителната страница за други личности с името Лоренц.
Лоренц фон Верле (на немски: Lorenz von Werle; * между 1338 и 1340; † между 24 февруари 1393 и 6 май 1394) е от 1360 до 1393/1394 г. господар на Верле-Гюстров.
Той е големият син на граф Николаус III фон Верле († 1360) и първата му съпруга Агнес фон Мекленбург († пр. 1341), дъщеря на херцог Хайнрих II „Лъвът“ фон Мекленбург († 1329) и втората му съпруга Анна фон Саксония-Витенберг († 1327).
От 1365 г. той управлява Верле-Гюстров заедно с брат си Йохан V († 1378).

## Фамилия
Лоренц се жени за Мехтилд фон Верле (* 1350; † декември 1402), дъщеря на княз Николаус IV фон Верле († 1354) и Агнес фон Линдов-Рупин († 1367). Те имат децата:
- Еуфемия († сл. 1402)
- Балтазар (1381 – 1421 от чума), господар на Верле-Гюстров и от 1418 г. княз на Венден, женен I. 1397 г. за принцеса Еуфемия фон Мекленбург-Шверин († 1416), дъщеря на херцог Магнус I фон Мекленбург, II. на 18 април 1417 г. за херцогиня Хайлвиг фон Холщайн († 1436), дъщеря на херцог Герхард VI фон Шлезвиг-Холщайн-Рендсбург
- Йохан VII (ок. 1380 – 1414), господар на Верле-Гюстров, женен 1414 г. за принцеса Катарина фон Саксония-Лауенбург († 1448), дъщеря на херцог Ерих IV фон Саксония-Лауенбург
- Николаус († 1404)
- Вилхелм (ок. 1390 – 1436), господар на Верле, от 1426 г. княз на Венден, женен I. 1422 г. за принцеса Анна фон Анхалт-Кьотен († 1425), дъщеря на княз Албрехт IV фон Анхалт-Кьотен, II. 1426/1427 г. за принцеса София от Померания-Рюген († 1453), дъщеря на херцог Вартислав VIII